# Nezamyslia
Nezamyslia is een geslacht van uitgestorven kreeftachtigen uit de klasse van de Ostracoda (mosselkreeftjes).

## Soorten
- Nezamyslia bicornuta Zbikowska, 1983 †
- Nezamyslia bohemica (Pribyl & Snajdr, 1951) Pribyl, 1955 †
- Nezamyslia carinata Reynolds, 1978 †
- Nezamyslia circularis Copeland, 1977 †
- Nezamyslia conjuncta Rozhdestvenskaya, 1979 †
- Nezamyslia distributa Mikhailova, 1978 †
- Nezamyslia eifeliensis (Adamczak, 1968) Groos, 1969 †
- Nezamyslia ignorata Melnikova, 1986 †
- Nezamyslia jucunda Polenova, 1974 †
- Nezamyslia magnifica Polenova, 1974 †
- Nezamyslia perforata Copeland, 1977 †
- Nezamyslia piveni Mikhailova, 1990 †
- Nezamyslia subcarinata Mikhailova, 1990 †
- Nezamyslia walliseri Groos-Uffenorde in Feist & Groos-Uffenorde, 1979 †